# Gruppbostad
En gruppbostad, eller ett gruppboende, är i Sverige en bostad med särskild service (BmSS) för vuxna enligt lagen om stöd och service till vissa funktionshindrade (LSS). Gruppbostad som boendeform är frivillig och ingår i insatsen BmSS enligt 9 § 9 LSS. Det som krävs är att personen bedöms tillhöra någon av LSS:s tre personkretsar (se artikeln om LSS) och vara i behov av denna boendeform. Enligt Socialstyrelsen bör i regel endast tre till fem personer bo i en gruppbostad. Ytterligare någon boende bör kunna accepteras, men endast under förutsättning att samtliga personer som bor i gruppbostaden tillförsäkras goda levnadsvillkor. Dock är det i praktiken ofta fler än fem som bor i en gruppbostad.
Gruppbostaden består av både individuella lägenheter och gemensamma utrymmen som till exempel kök, matsal och vardagsrum. I verksamheten ska det också ingå omvårdnad, fritidsverksamhet och kulturella aktiviteter.
Personer som bor i en gruppbostad bedöms ha ett omfattande tillsyns- och omvårdnadsbehov där stöd kan ges alla tider på dygnet av en fast, kollektiv bemanning. Om personen bedöms ha ett mindre omfattande tillsyns- och omvårdnadsbehov finns bostadsalternativet servicebostad. Servicebostad räknas också som en BmSS enligt 9 § 9 LSS, där de boende har tillgång till gemensam service och fast anställd personal, men till exempel kan antalet lägenheter vara fler än i en gruppbostad.